# Priscilla Pointer
Pour les articles homonymes, voir Pointer.
Priscilla Pointer, née le 18 mai 1924 à New York (État de New York) et morte à Ridgefield (Connecticut) le 28 avril 2025, est une actrice américaine. 
Elle débute au théâtre à la fin des années 1940, notamment dans des productions à Broadway. Plus tard, elle s’installe à Hollywood et fait des apparitions à la télévision au début des années 1950.

## Biographie
Priscilla Pointer est la mère de l'actrice et chanteuse Amy Irving, et eut ainsi pour gendres les cinéastes Steven Spielberg et Bruno Barreto.

### Carrière
Priscilla Marie Pointer a commencé sa carrière au théâtre, y compris par des productions à Broadway. Plus tard, elle se rend à Hollywood pour jouer dans des films et aussi à la télévision. Elle est la mère de l'actrice Amy Irving avec qui elle a notamment joué dans Carrie au bal du diable (1976), film dans lequel leurs personnages sont, comme dans la vraie vie, mère et fille.

### Mort
Priscilla Pointer meurt à Ridgefield (Connecticut) le 28 avril 2025 à l'âge de 100 ans, 3 mois après David Lynch qui avait réalisé Blue Velvet dans lequel elle avait joué Mme Beaumont. Son décès a été annoncé le lendemain par sa fille Amy Irving.

## Filmographie
Sauf indication contraire, les informations mentionnées dans cette section peuvent être confirmées par la base de données cinématographiques IMDb,  présente dans la section « Liens externes ».

### Cinéma
- 1976 : Dynamite Girls (The Great Texas Dynamite Chase) de Michael Pressman : Miss Harris
- 1976 : Carrie au bal du diable de Brian De Palma : Mme Snell
- 1976 : Nickelodeon de Peter Bogdanovich : Mabel
- 1977 : À la recherche de Mister Goodbar (Looking for Mr. Goodbar) de Richard Brooks : Mme Dunn
- 1979 : Tueurs de flics (The Onion Field) de Harold Becker : Chrissie Campbell
- 1980 : Show Bus de Jerry Schatzberg : Rosella Ramsey
- 1980 : Le Concours (The Competition) de Joel Oliansky : Mme Donellan
- 1981 : Maman très chère (Mommie Dearest) de Frank Perry : Mme Chadwick
- 1982 : Adieu monde cruel (en) (Good-bye, Cruel World) de David Irving : Myra
- 1983 : La Quatrième Dimension (Twilight Zone: The Movie) (segment : Kick the Can) de Steven Spielberg : Mlle Cox
- 1984 : Micki et Maude de Blake Edwards : Diana Hutchison
- 1985 : Le Jeu du faucon (The Falcon and the Snowman) de John Schlesinger : Mme Lee
- 1986 : Blue Velvet de David Lynch : Mme Beaumont
- 1987 : From the Hip de Bob Clark : Mme Martha Williams
- 1987 : Les Griffes du cauchemar (A Nightmare on Elm Street 3: Dream Warriors) de Chuck Russell : Dr Elizabeth Simms
- 1987 : Rumpelstiltskin (en) de David Irving : Reine Grizelda
- 1988 : Still Frame (court métrage) de Doris Totten Chase : ?
- 1989 : C.H.U.D. 2 (C.H.U.D. II: Bud the Chud) de David Irving : Dr Berlin
- 1990 : État de force (A Show of Force) de Bruno Barreto : Alice Ryan
- 1990 : Delirium (Disturbed) de Charles Winkler : l'infirmière Francine
- 1992 : Unbecoming Age (en) d'Alfredo Ringel et Deborah Ringel : grand-mère
- 1993 : Traveler's Rest (court métrage) de Craig Belknap : Annie
- 1993 : Painted Desert de Masato Harada : Barbara
- 1996 : État de force (Carried Away) de Bruno Barreto : Lily Henson
- 1999 : Inferno de John G. Avildsen : Mme Henry Howard
- 2007 : Union Station (court métrage) de Beth Spitalny : ?

### Télévision

#### Séries télévisées
- 1954 : The New Adventures of China Smith : Carla Tilson / Iris Clark (2 épisodes)
- 1969 : N.Y.P.D. (en) : femme avec un enfant dans le parc (saison 2, épisode 14)
- 1970 : Matt Lincoln (en) : ? (saison 1, épisode 7)
- 1970 : Le Grand Chaparral (The High Chaparral) : Mme Colton (saison 4, épisode 11)
- 1970 : Les Règles du jeu (The Name of the Game) : Miss Dalton (saison 3, épisode 14)
- 1971 : Un shérif à New York (McCloud) : Shirley (saison 2, épisode 3)
- 1973 : Where the Heart Is (en) : Adrienne Rainey (3 épisodes)
- 1973 : Auto-patrouille (Adam-12) : Jacqueline Carey (saison 6, épisode 7)
- 1974 : Sons and Daughters (en) : Janet Coburn (saison 1, épisode 2)
- 1974 : 200 dollars plus les frais (The Rockford Files) : Helen Morris (saison 1, épisode 12)
- 1974-1977 : Barnaby Jones : Nancy Moore / Sandra Lorenzo / Mme Cunningham (3 épisodes)
- 1975 : Kojak : Regina (saison 2, épisode 20)
- 1975 : McCoy : Lucy Meredith (saison 1, épisode 1)
- 1975 : Kate McShane (en) : ?  (saison 1, épisode 1)
- 1975 : Cannon : Dr Janet Cochran / Edith Cunningham (saison 4, épisode 24 et saison 5, épisode 3)
- 1976 : Harry O (en) : Constance Faraday (saison 2, épisode 17)
- 1976 : Sergent Anderson (Police Woman) : Adele French (saison 2, épisode 23 et 24)
- 1976 : Bert D'Angelo/Superstar (en) : Helen (saison 1, épisode 6)
- 1976 : Los Angeles, années 30 (City of Angels) : Mme Macklin (saison 1, épisode 8)
- 1976 : Doc (en) : Marge Pike (saison 2, épisode 2)
- 1976 : Phyllis : Lucille (saison 2, épisode 4)
- 1977 : What Really Happened to the Class of '65? (en) : Dr Maurice (saison 1, épisode 1)
- 1977-1979 : Family (en) : Joan Schiller / Pat Wills (saison 3, épisode 2 et saison 4, épisode 19)
- 1978 : ABC Afterschool Special : Ruth Meredith (saison 6, épisode 6)
- 1978-1983 : Quincy (Quincy, M.E.) : Mrs. Neilson / Kathy Benson (saison 4, épisode 7 et saison 8, épisode 17 et 18)
- 1979 : Madame Columbo (Mrs. Columbo) : Mrs Prior (saison 1, épisode 1)
- 1980 : Stone : Mary Poulton (saison 1, épisode 1)
- 1980 : Côte Ouest (Knots Landing) : Béatrice Handleman (saison 1, épisode 9)
- 1980 : Tant qu'il y aura des hommes (en) (From Here to Eternity) : Amélia Austin (saison 1, épisode 1)
- 1981 : Lou Grant : Elizabeth Driscoll (saison 4, épisode 19)
- 1981-1983 : Dallas : Rebecca Barnes Wentworth (44 épisodes)
- 1983 : L'Agence tous risques (The A-Team) : Mère de Tracy Richter (saison 1, épisode 8)[2]
- 1984 : Hôpital St Elsewhere : Marie Halloran (saison 2, épisode 13)
- 1984 : Mike Hammer : Edna Grundy (saison 1, épisode 3)
- 1984 : Jackie et Sara (Too Close for Comfort) : Betty Farnsworth (saison 4, épisode 19)
- 1984-1985 : Call to Glory (en) : Lillie (6 épisodes)
- 1985-1987 : Histoires fantastiques (Amazing Stories) : femme dans le train (non créditée) / Charlie âgée  (saison 1, épisode 1 et saison 2, épisode 13)
- 1986-1988 : La Loi de Los Angeles (L.A. Law) : la juge Dorothy M. Pehlman (4 épisodes)
- 1987 : Rags to Riches (en) : Ruby (saison 2, épisode 1)
- 1987 : Newhart : Clara Whitscomber (saison 6, épisode 4)
- 1988 : Hemingway : Grace Hemingway (mini-série)
- 1990-1991 : Flash (The Flash) : Nora Allen (3 épisodes)
- 1991 : My Life and Times (en) : Phyllis Eastman (saison 1, épisode 3)
- 1994 : Urgences (ER) : Mrs. Abernathy (saison 1, épisode 11)
- 1995 : Un drôle de shérif (Picket Fences) : Dr Ellen Smithie (saison 3, épisode 18)
- 1996 : Les Anges du bonheur (Touched by an Angel) : Elizabeth Carpenter (saison 2, épisode 10)[3]
- 2001 : Amy (Judging Amy) : Margaret Palmer (saison 2, épisode 18)
- 2006 : Cold Case : Affaires classées : Lillian Vine (saison 3, épisode 13)

#### Téléfilms
- 1971 : Death Takes a Holiday (en) de Robert Butler : Marion Chapman
- 1971 : The Failing of Raymond (en) de Boris Sagal : la professeur d'histoire
- 1976 : Collision Course: Truman vs. MacArthur (en) d'Anthony Page : Jean MacArthur
- 1976 : The Keegans de John Badham : Helen Hunter McVey
- 1977 : Eleanor and Franklin: The White House Years (en) de Daniel Petrie : Missy LeHand
- 1977 : La course contre la mort (en) (The 3,000 Mile Chase) de Russ Mayberry : Emma Dvorak
- 1977 : A Killing Affair (en) de Richard C. Sarafian : la juge Cudahy
- 1977 : Mary Jane Harper Cried Last Night (en) d'Allen Reisner : Laura Atherton
- 1981 : L'Archer et la Sorcière (The Archer: Fugitive from the Empire) de Nicholas Corea : ?
- 1981 : Judgment Day de Alan J. Levi : Mrs. Miller
- 1982 : Le choix d'une vie (The Gift of Life) de Jerry London : Rosalee Boyer
- 1982 : La secte du futur (Mysterious Two) de Gary Sherman : She
- 1985 : Generation de Michael Tuchner : Ellen Breed
- 1989 : Appel au secours (A Cry for Help: The Tracey Thurman Story) de Robert Markowitz : la mère de Tracey Thurman
- 1991 : L'obsession de Pat Bennett (Runaway Father) de John Nicolella : Mary Bennett
- 1994 : La Quatrième Dimension : L'Ultime Voyage (Twilight Zone: Rod Serling's Lost Classics) de Robert Markowitz : femme dans le cinéma
- 1997 : Alone de Michael Lindsay-Hogg : Susan Hight
- 2008 : Un cœur à l'écoute (Sweet Nothing In My Ear) de Joseph Sargent : Sally (voix)